# My Rule
『My Rule』(マイ・ルール)は日本のフュージョンバンド・DIMENSIONが2007年に発表したスタジオ・アルバムである。

## 概要
DIMENSIONの結成15周年記念アルバムの第1弾としてリリースされた。アルバムタイトルの由来は増崎孝司曰く、「自分達流というか、それがDIMENSIONのやり方」「そういうやり方しか僕らにはできないので音楽にしても曲の感じにしてもソロにしても、これが僕のやり方だという意味も含めて付けた」との事からである。

## 批評
CDジャーナルは「たぐいまれの結束力が、この三人の音の職人ならではの、オリジナリティに富むバンド・サウンドを創出。心憎いほどスタイリッシュなアーバン・コンテンポラリー・フュージョン」と評した。
タワーレコードは「この3人の無駄の無いアレンジと演奏技術の高さ。正にこの3人でしか成し得ない音楽を、彼らのマイルールで創り出してきた結成から15周年の集大成アルバム」と評した。

## 収録曲
- 全曲、DIMENSIONの3人による作曲・編曲である。

1. Never
2. Message for you
3. Cross Point
4. Travels in the blue
5. Arise
6. My Rule
7. Lost In Language
8. Secret Walk
9. Raining in your heart
10. Intoxication

## レコーディング・ミュージシャン
- DIMENSION
  - 増崎孝司 - Guitar, Bass
  - 小野塚晃 - Piano, Keyboards, Bass, Programming
  - 勝田一樹 - Saxophone
- ゲスト・ミュージシャン
  - 石川雅春 - Drums（#1, #4, #5, #7, #9, #10）